# Protea cordata
Protea cordata (лат.) — кустарник, вид рода Протея (Protea) семейства Протейные (Proteaceae), эндемик Западно-Капской провинции Южной Африки.

## Ботаническое описание
Protea cordata — прямостоячий многоствольный многолетний карликовый кустарник, вырастающий до 0,5 м в высоту и 0,3 м в поперечнике от древесного основания на уровне земли. Красные гладкие стебли без ветвей, достигают в длину 50 см. У основания стебля встречаются коричневые, ланцетные чешуйчатые листья. Сердцевидные листья без стебля расположены зигзагообразно прямо вдоль стеблей, причём самый крупный из них находится у основания стебля, а остальные становятся всё меньше по направлению к кончику. Листья неопушённые, шириной 20-160 мм, длиной 30-140 мм, в молодом возрасте они имеют красивый малиновый цвет, а по мере созревания становятся морско-зелёными с беловатым налётом. Цветочные головки диаметром 40-50 мм собраны у основания стеблей на уровне земли на коротких цветоносных побегах. Коричневые, сухие, бумажные прицветники образуют чашеобразную форму, окружающую кремовые цветки с красными кончиками. Цветёт в июне-июле. Плоды в форме перевёрнутого конуса длиной 5 мм, каждый из которых содержит одно семя, покрыт жёлто-коричневыми волосками длиной 12 мм. Каждый год из подземного древесного основания вырастают новые стебли, в то время как старые отмирают через год или два и в конечном итоге сдуваются ветром.

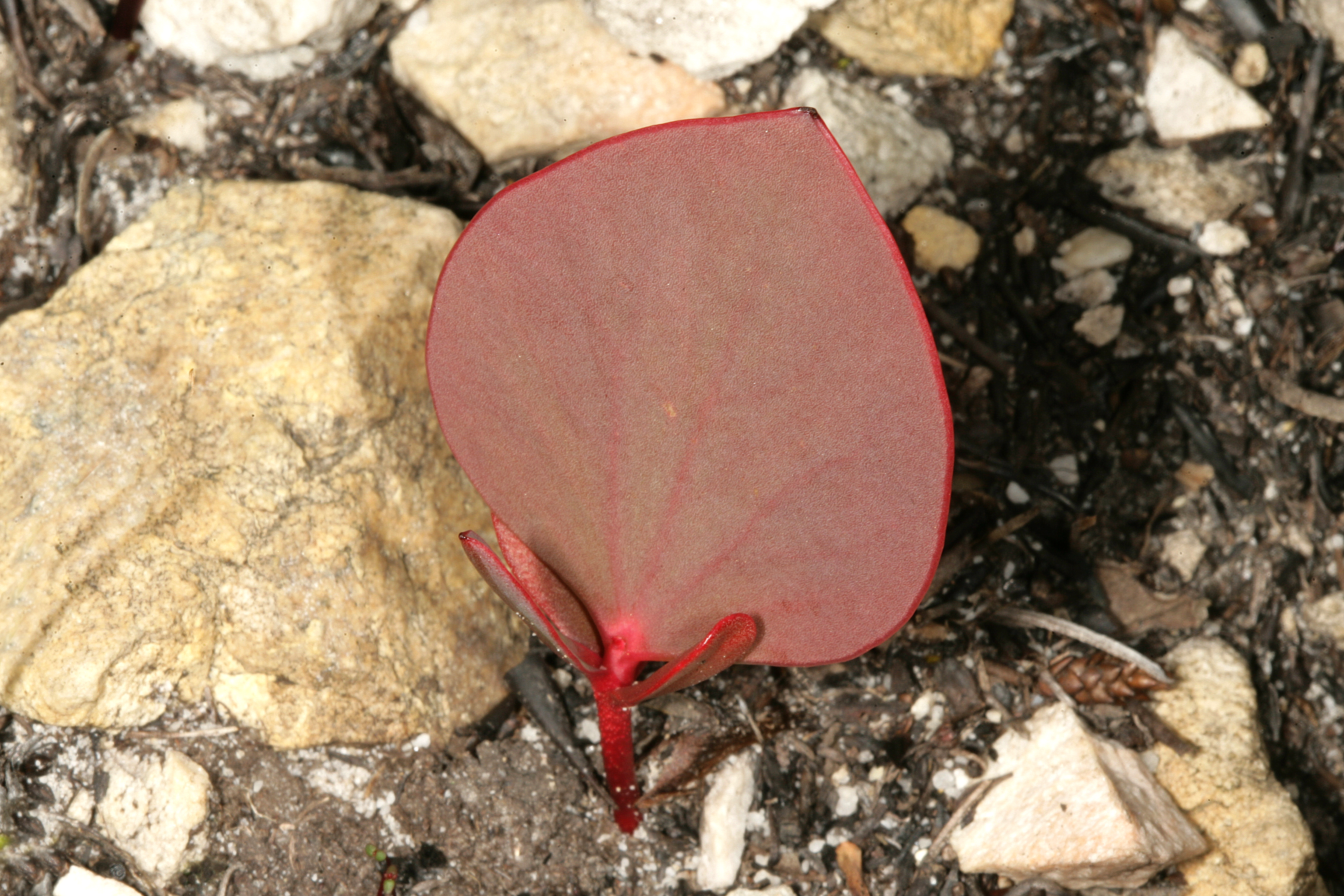
Молодой побег
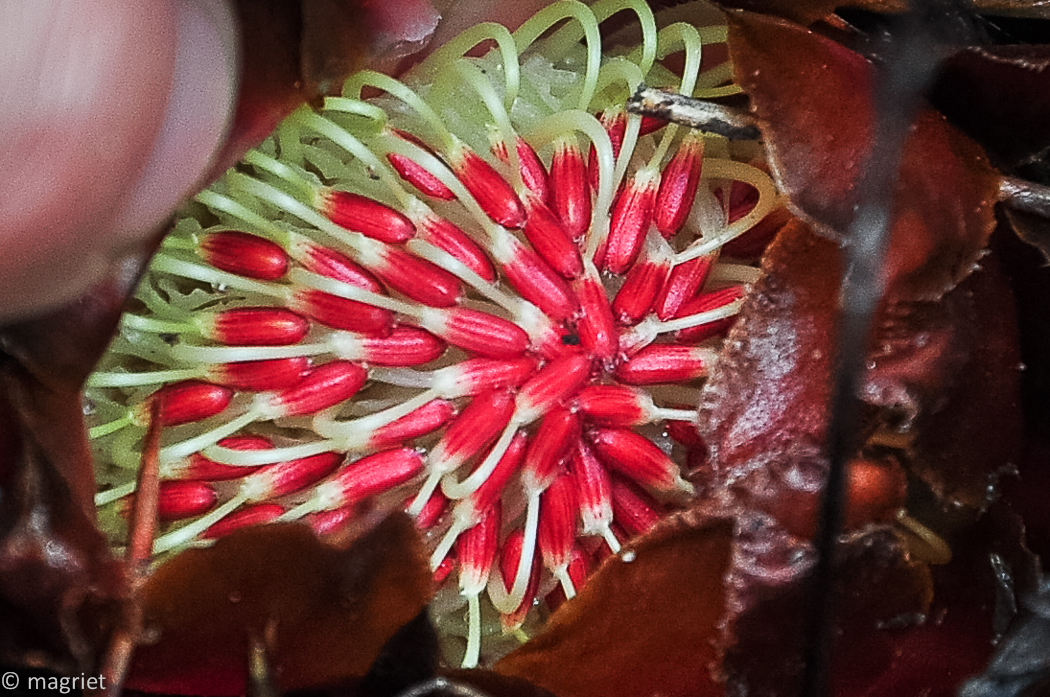
Цветок
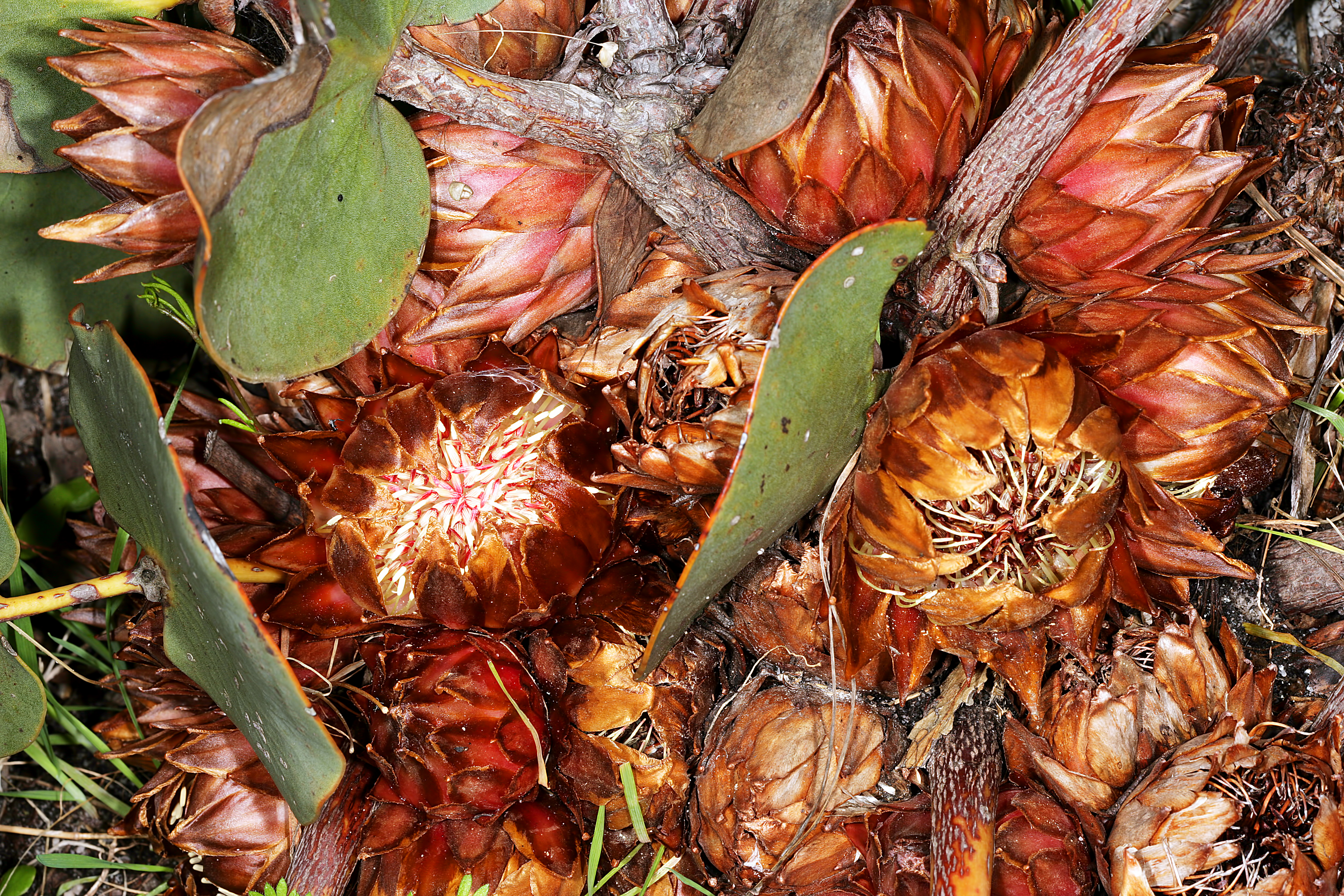
Цветочные головки

## Таксономия
Карл Петер Тунберг впервые наткнулся на Protea cordata во время своих путешествий в 1772—1775 годах между перевалом Хаухук и Рифирсондерендом. В 1790 году Фрэнсис Массон представил растение Королевскому ботаническому саду в Кью, где он прекрасно прижился. Вид поначалу был популярным и производители в Англии и Франции с трудом могли угнаться за спросом, однако популярность оказалась недолгой и интерес к растению угас. Впервые он был выращен в южноафриканском ботаническом саду Кирстенбош в 1930 году.

## Распространение и местообитание
Protea cordata — эндемик Западно-Капской провинции Южной Африки. Произрастает в регионах с зимними дождями от уровня моря до высоты 1200 м на различных почвах, включая песчаник, но предпочитают сланцы Сёдерберга. Хотя обычно растения растут группами, иногда они образуют обширные насаждения. Ареал проходит на западе от гор Когельберг и гряды Дю-Туа до Бредасдорпа, Рифирсондеренда и горной гряды Лангеберх на востоке. Это не очень морозостойкий вид.

## Экология
Окраска и характер роста этого вида с цветками на уровне земли типичны для опыляемых грызунами видов протей, таких как Protea amplexicaulis, P. humiflora, P. decurrens и P. subulifolia. Однако P. cordata в отличие от других протей не имеет дрожжевого запаха, который помогает привлекать мышей в качестве опылителей. Пока не установлено, действительно ли этот вид опыляется мышами, но это вполне вероятно. При пожаре растение уничтожается огнём, но плоды, содержащие семена могут выживать и рассеиваться ветром после пожара.

## Использование
Необычные стебли с листьями в форме сердца чрезвычайно привлекательны в цветочных композициях и долго служат. Обрезка стеблей прямо у основания для использования в аранжировках обеспечивает новый рост в следующем году. Это также отличное растение для использования в альпийских горках.